# Hieraaetus wahlbergi
L'aquila di Wahlberg (Hieraaetus wahlbergi (Sundevall, 1850)) è un uccello rapace appartenente alla famiglia Accipitridae, diffuso in Africa.

Deve il suo nome al naturalista svedese Johan August Wahlberg.

## Descrizione
Piumaggio marrone scuro, testa crestata e zampe di colore giallo.
- Lunghezza 55-60 cm
- Apertura alare circa 130-160 cm

## Distribuzione e habitat
Abita nella maggior parte dell'Africa ed a sud del deserto del Sahara
Preferisce vivere nei boschi in prossimità dell'acqua.

## Biologia

### Alimentazione
Si ciba di rettili, uccelli e piccoli mammiferi.